# 실 오스틴
실 오스틴(Sil Austin, 본명은 실베스터 오스틴(Sylvester Austin), 1929년 9월 17일 ~ 2001년 9월 1일)은 미국의 색소폰 연주자이다. 재즈계의 출신이긴 하나 오히려 파퓰러 무드에서 인기가 높은 테너 색소폰 연주자였다.

## 생애
플로리다주 태생으로서 12세 때였던 1941년에 재즈 색소폰 연주자로 첫 데뷔하였다. 이후 60년간을 색소폰 연주자라는 외길을 걸었으며 심금을 울리는 구슬픈 색소폰 연주로 재즈와 블루스 음악을 해석하여 많은 인기를 얻었다.
1949년 로이 엘드리지 악단에 참가하였으며 그 후 쿠티 윌리엄스, 타이니 브래드쇼 악단을 거쳐 1954년에 자기 악단을 창설, 1956년에 <슬로우 워크>가 히트, 이어 <대니 보이>로 파퓰러한 스타가 되었다.
2001년 9월 1일, 전립선암으로 사망하였다.

## 유명세
그는 보통적으로 대한민국에서는 《Broken promises》라는 블루스 색소폰 연주곡의 연주자로 널리 알려져 있다.
그의 연주중 데니보이는 불후의 명연주이다.
색소폰 배우는 사람들이 도전해 보는데 잘 해야 본전이라고 말한다.이미 실오스틴이 애들립까지 완벽하게 구현해 놓았기 때문에 모방연주 그 이상은 나오기 어렵기 때문이다.